# Magdalena (flygplats)
Magdalena är en flygplats i Bolivia. Den ligger i den norra delen av landet, 600 km norr om huvudstaden Sucre. Magdalena ligger 140 meter över havet.
Terrängen runt Magdalena är mycket platt. Trakten runt Magdalena är nära nog obefolkad, med mindre än två invånare per kvadratkilometer..
Omgivningarna runt Magdalena är huvudsakligen savann.